# Поверхневе пахвинне кільце

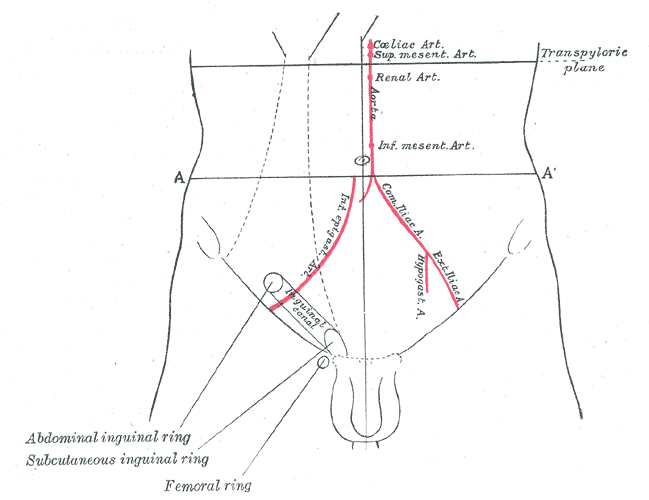
Проєкція поверхневого пахвинного кільця на передню черевну стінку

Поверхневе пахвинне кільце (лат. anulus inguinalis superficialis) зовнішній отвір пахвинного каналу, розташований на його передній стінці (вихід з пахвинного каналу).

## Синоніми
Поверхневе пахвинне кільце в медичній літературі іноді ще називають зовнішнім пахвинним кільцем або підшкірним пахвинним кільцем (англ. - subcutaneous inguinal ring).

## Форма
Це трикутний або овальний отвір розміщений дещо вище від лобкового горбка, що формує вихід з пахвинного каналу, в якому знаходяться клубово-пахвинний нерв (n. ilioinguinalis), статева гілка статево-стегнового нерва (n. genitofemoralis) і сім'яний канатик (у чоловіків) або кругла зв'язка матки (у жінок). З іншого кінця пахвинного каналу вхід до нього формує глибоке пахвинне кільце.

## Локалізація
Виявляється поверхневе пахвинне кільце, в апоневрозі зовнішнього косого м'яза живота, безпосередньо над гребенем лобкової кістки, 1 сантиметр вище і збоку від лобкового горбка.

## Структура

Розширення поверхневого пахвинного кільця при грижі Гілмора

Поверхневе пахвинне кільце утворене таким чином. Волокна нижнього відрізка апоневрозу зовнішнього косого м'яза живота перед прикріпленням до лобкового горбка роз'єднуються і утворюють дві ніжки — присередню (лат. crus mediale) і бічну (лат. crus laterale). Нижні пучки останньої після прикріплення до лобкового горбка однією своєю частиною піднімаються догори й присередньо і вплітаються в піхву прямого м'яза живота, а другою спускаються донизу вбік, приєднуючись до окістя лобкової кістки. Перша частина пучків дістала назву поверненої зв'язки (лат. lig. reflexum), друга — лакунарної зв'язки (лат. lig. lacunare). Сухожилкові пучки присередньої і бічної ніжок апоневрозу зовнішнього косого м'яза живота на самому початку розходження їх укріплюються міжніжковими волокнами (лат. - fibrae intercrurales).
Таким чином, поверхневе пахвинне кільце утворене присередньою ніжкою з внутрішнього боку, бічною ніжкою із зовнішнього боку, міжніжковими волокнами зверху і поверненою зв'язкою знизу.

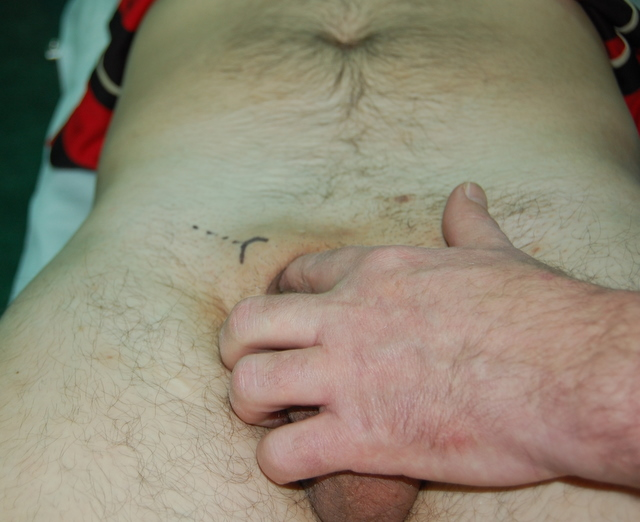
Пальцева проба оцінка ширини поверхневого пахвинного кільця

## Клінічне значення
Поверхневе пахвинне кільце можна пропальпувати в нормі: вважається, що в нормальних умовах воно повинно легко пропускати кінчик вказівного пальця хірурга. Розширене поверхневе кільце є типовою ознакою пахвинної грижі або грижі Ґілмора.